# Deutsch Nepal
Deutsch Nepal — соло-проект шведского музыканта Петера Андерсона (также выступающего под псевдонимом Lina Baby Doll). Исполняет музыку в стиле индастриал и дарк-эмбиент

## История
Под именем «Deutsch Nepal» Lina выпустил восемь студийных альбомов и split-CD совместно с In Slaughter Natives и другой с The Moon Lay Hidden Beneath a Cloud.
Другие работы включают две ленты вышедшие на итальянском лейбле Old Europa Cafe, названные Only Silence Among The Filthy и The Silent Earth. А также сингл Dentist Environmental на Ant-Zen, также как и The Very Top Of Lina Baby Doll LP.

## Критика
Piero Scaruffi относит Deutsch Nepal к поколению «конструктивистов звука» и называет его (наряду с In Slaughter Natives и Raison D'être) одним из наиболее видных исполнителей этого поколения.

## Факты
- Название «Deutsch Nepal» взято из одноимённого трека, выпущенного в 1972 году немецкой группой Amon Düül II.
- Lina Der Baby Doll General — это псевдоним Петера Андерссона (не тот же Peter Andersson из Raison D'être).
- Совместно с Roger Karmanik основатель лейбла Cold Meat Industry.

## Сторонние проекты
- Frozen Faces
- Lina Baby Doll
- Bocksholm
- Janitor

## Дискография
Студийные работы:
- Deflagration of Hell (1992)
- Benevolence (Flogging Satin Alive) (1993)
- Tolerance (How the Servant Utilized His Masters) (1994)
- ¡Comprendido!... Time Stop! ...And World Ending (1996)
- Erosion (1999)
- A Silent Siege (2002)
- Deflagration of Hell (Remaster) (2003)
- Erotikon (2006)
- Amygdala (2011)